# Edward Anseele
Eduardus Camillus (Edward) Anseele (Gent, 26 juli 1856 – aldaar, 18 februari 1938) was een Belgisch politicus en journalist.

## Levensloop

### Familie, opleiding en beroepsleven
Edward Anseele stamde uit een liberaalgezinde familie van schoenmakers en volgde enkele jaren middelbaar onderwijs in het Koninklijk Atheneum Voskenslaan, wat voor zijn afkomst en in die tijd eerder uitzonderlijk was. Na zijn studies was hij achtereenvolgens telegramdrager, bediende bij een handelaar in koloniale goederen en een meubelfabrikant en klerk bij een notaris.

### Socialistisch engagement
Van jongs af aan toonde Anseele grote interesse in het opkomende socialisme. In september 1874 sloot hij zich op zijn achttiende aan bij de Gentse afdeling van de Eerste Internationale, waarvan hij al snel de secretaris werd. Nadat hij een opleiding tot typograaf had gevolgd, werd hij tevens correspondent en verkoper van het dagblad De Werker. 
In 1877 stichtte hij samen met Edmond Van Beveren en anderen de Vlaamsche Socialistische Arbeiderspartij. Anseele stelde het programma van de partij op, die zich naar Duits sociaaldemocratisch voorbeeld organiseerde. De partij streed voor algemeen stemrecht, zodat de arbeiders vertegenwoordigd zouden worden in het parlement, en zette zich in voor de oprichting van coöperatieve maatschappijen die in armoede verkerende arbeiders van voedsel en sociale bescherming moesten voorzien. In 1879 ging de partij op in de  Belgische Socialistische Arbeiderspartij. Anseele werd de secretaris van deze partij. 

### Coöperatie Vooruit

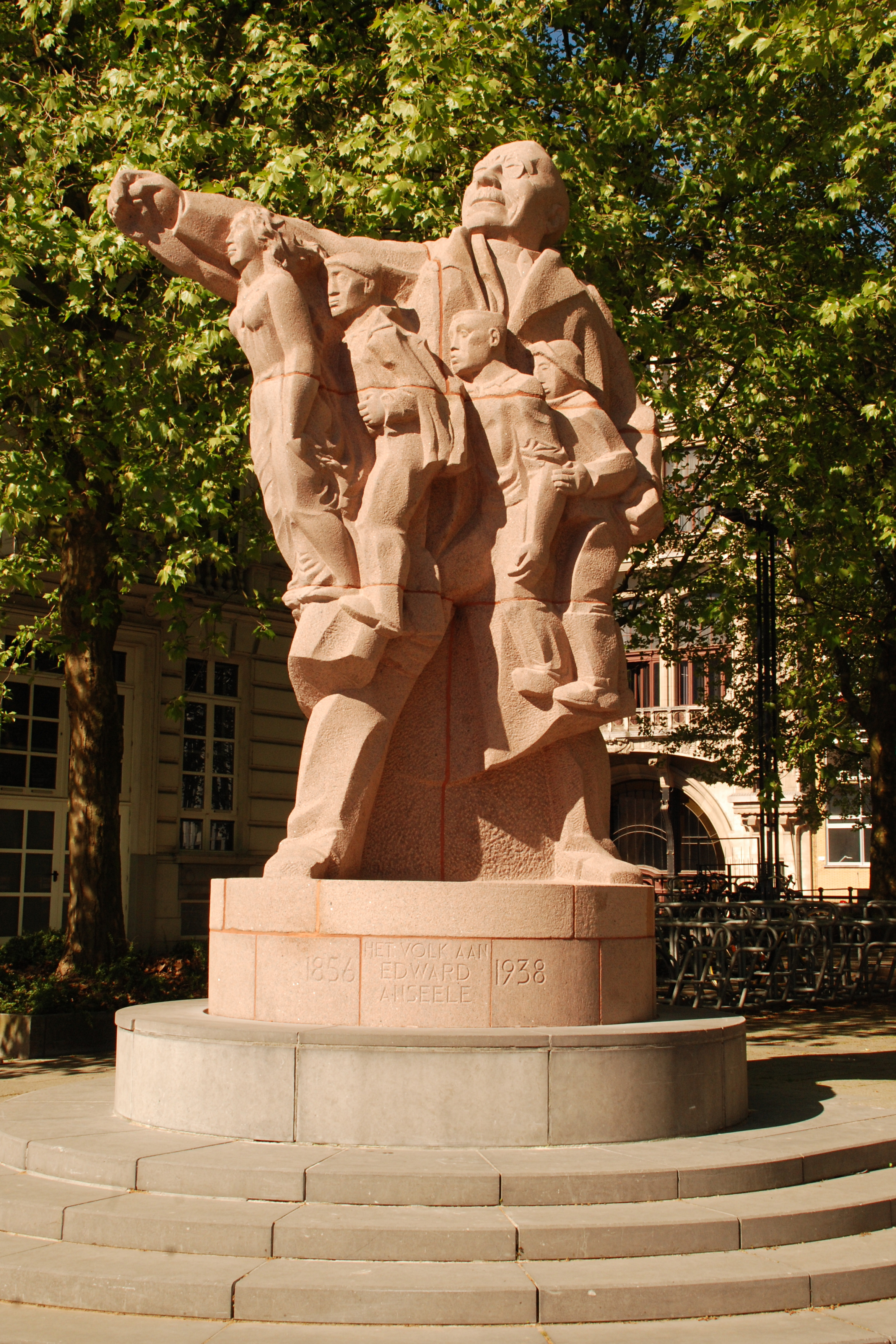
Het standbeeld van Edward Anseele op het Woodrow Wilsonplein in Gent, een expressionistisch beeldhouwwerk van Jozef Cantré ingehuldigd 1948.

In 1880 speelde hij samen met Edmond Van Beveren een belangrijke rol bij de oprichting van de coöperatieve bakkerij Vooruit. Nadat deze bakkerij in 1886 een legale status verwierf, werd Anseele er de beheerder en voorzitter van. Jaar na jaar groeide de omzet van de bakkerij, die voordelige prijzen combineerde met goede kwaliteit, en in heel Vlaanderen werden filialen van Vooruit opgericht, dat zich uiteindelijk ook ging toeleggen op andere activiteiten, zoals de inrichting van volksapotheken, winkels waar kruidenierswaren, steenkool, kledij en schoenen werden verkocht, koffiehuizen, volkshuizen, vakbonden voor dokwerkers, sigarenmakers en drukkers, en het organiseren van onderlinge bijstand aan zieke arbeiders, dat de basis zou leggen voor de Socialistische Mutualiteiten. Ook organiseerde Vooruit ontmoetingen en activiteiten die arbeiders politiek en cultureel moesten omkaderen en voorzag ze in voorzieningen die zich op de vrijetijdsbeleving van de arbeiders richtten, zoals bibliotheken, feestzalen, een turnclub, een toneelkring en een harmonie. Onder zijn impuls werd de socialistische beweging in Gent uitgebouwd tot een model dat ook buiten de landsgrenzen inspirerend werkte. Rond de coöperatie Vooruit, die in 1910 omgevormd werd tot een naamloze vennootschap, groeide een netwerk van bedrijven en instellingen die op den duur een waar industrieel imperium zouden vormen. Hiermee wilde Anseele een tegengewicht vormen tot de 'kapitalistische' ondernemingen, en kon hij arbeidersacties ook materieel steunen. Dit liep in 1913 uit op de oprichting van de socialistische Bank van de Arbeid, die participeerde in verschillende industriële bedrijven. Anseele werd voorzitter van de raad van beheer van de bank, die tot in 1934 zou bestaan.
Om het politiek engagement van arbeiders aan te wakkeren, richtte Anseele in 1884 eveneens de krant Vooruit op. Tot 1886 was Anseele hoofdredacteur van het blad, al bleef hij zich door financiële omstandigheden lange tijd persoonlijk met de redactie van de krant bezighouden.

### Medestichter van de Belgische Werkliedenpartij
Nog in 1884 stelde Anseele zich voor het eerst kandidaat bij de verkiezingen, meer bepaald de gemeenteraadsverkiezingen in Gent. Hij raakte echter niet verkozen, vooral omdat slechts een beperkt kiezerskorps mocht stemmen. Het jaar nadien, in april 1885, was hij medestichter van de Belgische Werkliedenpartij. Binnen deze partij verdedigde hij het principe dat arbeiders het recht hadden om te manifesteren en te staken teneinde hun eisen te verwezenlijken. Dit had tot gevolg dat hij naar aanleiding van de sociale woelingen van maart en april 1886 vervolgd werd voor aanzetten tot opstand en ongehoorzaamheid aan de wet en veroordeeld werd tot een celstraf van zes maanden. Zijn veroordeling bezorgde Anseele nationale bekendheid en een enorme populariteit in socialistische rangen. De volgende jaren bleef hij opkomen bij gemeenteraads-, provincieraads- en parlementsverkiezingen, zonder evenwel verkozen te geraken.

### Kamerlid
Het was pas na de invoering van het algemeen meervoudig stemrecht in 1893 dat Anseele een volwaardige politieke loopbaan kon uitbouwen. In 1894 werd hij voor het arrondissement Luik verkozen in de Kamer van volksvertegenwoordigers, waarmee hij het eerste Vlaamse socialistische parlementslid werd. Anseele bleef tot in 1936 in de Kamer zetelen, waar hij een van de tenoren van de socialisten was en zich vooral concentreerde op sociale thema's. Vanaf 1900, na de invoering van de evenredige vertegenwoordiging, vertegenwoordigde hij het arrondissement Gent-Eeklo.

### Anseele en de Vlaamse Beweging
Anseele bleef zeker tot aan de Eerste Wereldoorlog de onbetwiste leider van de Vlaamse socialisten. Hij was echter nooit een overtuigd bepleiter van de Vlaamse zaak. Zo vroeg hij in een van zijn eerste optredens in de Kamer om de Nederlandstalige redevoeringen te vertalen in het Frans, wegens de eentaligheid van zijn Waalse partijgenoten van proletarische afkomst. Meestal hield Anseele in de Kamer zijn redevoeringen in het Frans, maar toch hielp hij de meeste Vlaamsgezinde wetsvoorstellen mee goedkeuren. In 1898 was hij kortstondig lid van de Association flamande pour la Vulgarisation de la Langue française. Volgens Anseele was kennis van het Frans essentieel voor  de emancipatie van arbeiders. Hierdoor zouden arbeiders in zijn ogen meer kans maken op promotie en zou het voor hen mogelijk zijn om in geval van nood een baan te vinden in Wallonië of Noord-Frankrijk. In die tijd gebeurde het immers vaak dat Gentse textielarbeiders in geval van crisistijd naar Noord-Frankrijk moesten emigreren om daar  werk te vinden.
Vanaf 1905 engageerde Anseele zich mede onder invloed van een nieuwe generatie socialistische, Vlaamsgezinde studenten in Gent, in de beweging voor de vernederlandsing van de Rijksuniversiteit Gent en in 1911 ondertekende hij op verzoek van Camille Huysmans namens de Vlaamse socialisten mee een wetsvoorstel die dit tot stand moest brengen. Hij had echter argwaan tegenover de Vlaamsgezinden en die negatieve houding werd bevorderd door zijn ervaringen met het activisme in Gent. Hij verzette zich daarom zowel tijdens als na de Eerste Wereldoorlog tegen de vernederlandsing van de Rijksuniversiteit Gent.
Na de Eerste Wereldoorlog was de rol van Anseele als voorman van de Vlaamse socialisten uitgespeeld. Gent was namelijk als belangrijkste socialistische centrum in Vlaanderen vervangen door Antwerpen en bijgevolg werd de Antwerpse socialistische voorman Camille Huysmans, die een meer uitgesproken flamingantisch profiel had, de nieuwe ongekroonde leider van de Vlaamse socialisten.

### Carrière in de Gentse politiek
Van 1895 tot 1933 zetelde Anseele in de Gentse gemeenteraad. Toen in 1909 een bestuursmeerderheid tussen socialisten en katholieken werd gevormd, trad hij als eerste schepen toe tot het bestuurscollege. Onder impuls van Anseele vormden de socialisten bij de gemeenteraadsverkiezingen van 1911 een kartel met de Liberale Partij. Hij bleef schepen tot in 1918 en was van 1922 tot 1925 en van 1932 tot 1933 nogmaals schepen van de stad.
In 1918 werd Anseele waarnemend burgemeester van de stad Gent, nadat de liberale burgemeester Emile Braun door de Duitse bezetter was weggevoerd. In 1918 wilden de Duitsers in Gent een activistisch schepencollege installeren, maar Anseele weigerde elke medewerking. Ook toen de Duitse bezetter hem de post van 'president van België' wilde aanbieden, bedankte hij voor de eer.

### Ministerschap
Na het einde van de Eerste Wereldoorlog vormden de katholieken, liberalen en socialisten in november 1918 een regering van nationale eenheid, die het algemeen enkelvoudig stemrecht invoerde. Anseele werd minister van Openbare Werken, een belangrijke ministerpost in het kader van de wederopbouw na de oorlog, en oefende deze functie uit tot in oktober 1921, in de regeringen van Léon Delacroix en Henri Carton de Wiart. 
Toen de socialisten na de verkiezingen van 1925 opnieuw in de regering kwamen, was Anseele van juni 1925 tot november 1927 minister van Spoorwegen, Posterijen, Telegrafie, Telefonie en Luchtvaart in de katholiek-socialistische regering-Poullet en de eerste regering van Henri Jaspar. Anseele zorgde ervoor dat de vakbonden in de openbare sector officieel werden erkend en onder zijn ministerschap startte ook de grootschalige uitrol van het telefonienet. 
Als erkenning voor zijn politieke verdiensten werd Anseele op 8 april 1930 benoemd tot Minister van Staat.

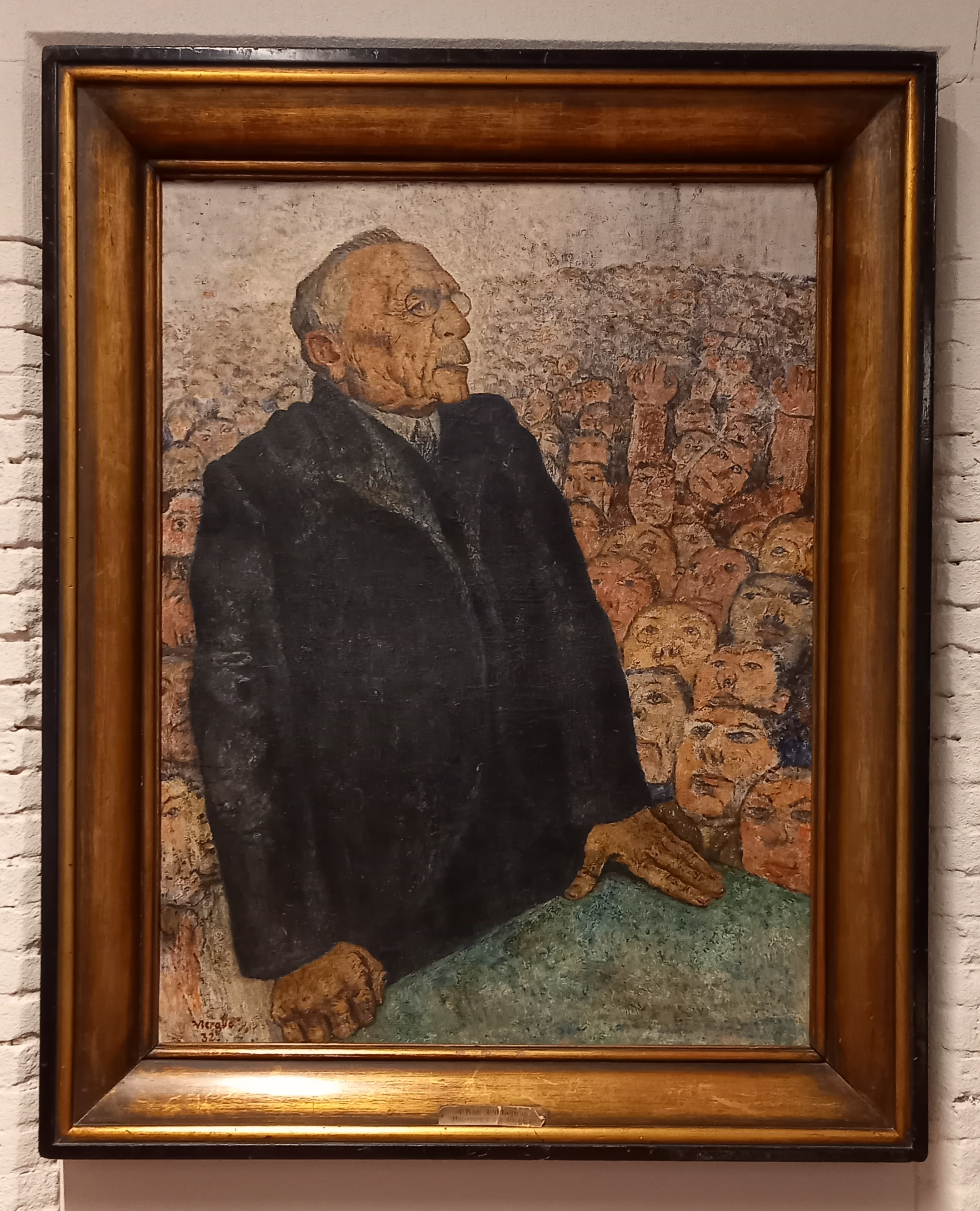
Portret van Edward Anseele (1932-33)

### Politieke neergang
Tijdens de economische crisis van de jaren 1930 kwam de Bank van de Arbeid in zwaar weer terecht. De beheerders van bank, die geen verantwoording hoefden af te leggen voor hun beleidskeuzes, ondernamen een roekeloze en riskante investeringspolitiek en beperkten die investeringen vaak tot de textielindustrie, die vanaf 1931 zwaar getroffen werd door de crisis. In maart 1934 kon de bank niet meer voldoen aan haar betalingsverplichtingen en was het faillissement onafwendbaar. Het faillissement had tot gevolg dat heel wat arbeiders en socialistische organisaties en gemeentebesturen hun spaarcenten in rook zagen opgaan en dat de coöperatie Vooruit als belangrijkste aandeelhouder van de bank grondig moest saneren. De ondergang van de Bank van de Arbeid sloeg binnen de BWP in als een bom en de partij startte een onderzoekscommissie op naar mogelijke fraude en wanbeheer bij de bank. Ook Anseele moest zich voor die commissie verantwoorden; al werd hem persoonlijk niets ten laste gelegd, enkel het roekeloze investeringsbeleid van de bank werd hem aangerekend. Niettemin werd de aanwezigheid van Anseele op een socialistische kieslijst niet meer getolereerd en onder lichte dwang van zijn partij stelde hij zich in 1936 niet meer verkiesbaar voor een nieuw mandaat in de Kamer.
Na het einde van zijn parlementaire loopbaan schreef hij nog enkele bijdragen in de Vooruit, waarin hij zijn bezorgdheid uitte over de opkomst van de pro-fascistische partijen in Vlaanderen. In februari 1938 overleed hij op 81-jarige leeftijd.
Hij was de vader van Edward Anseele jr.

## Publicaties

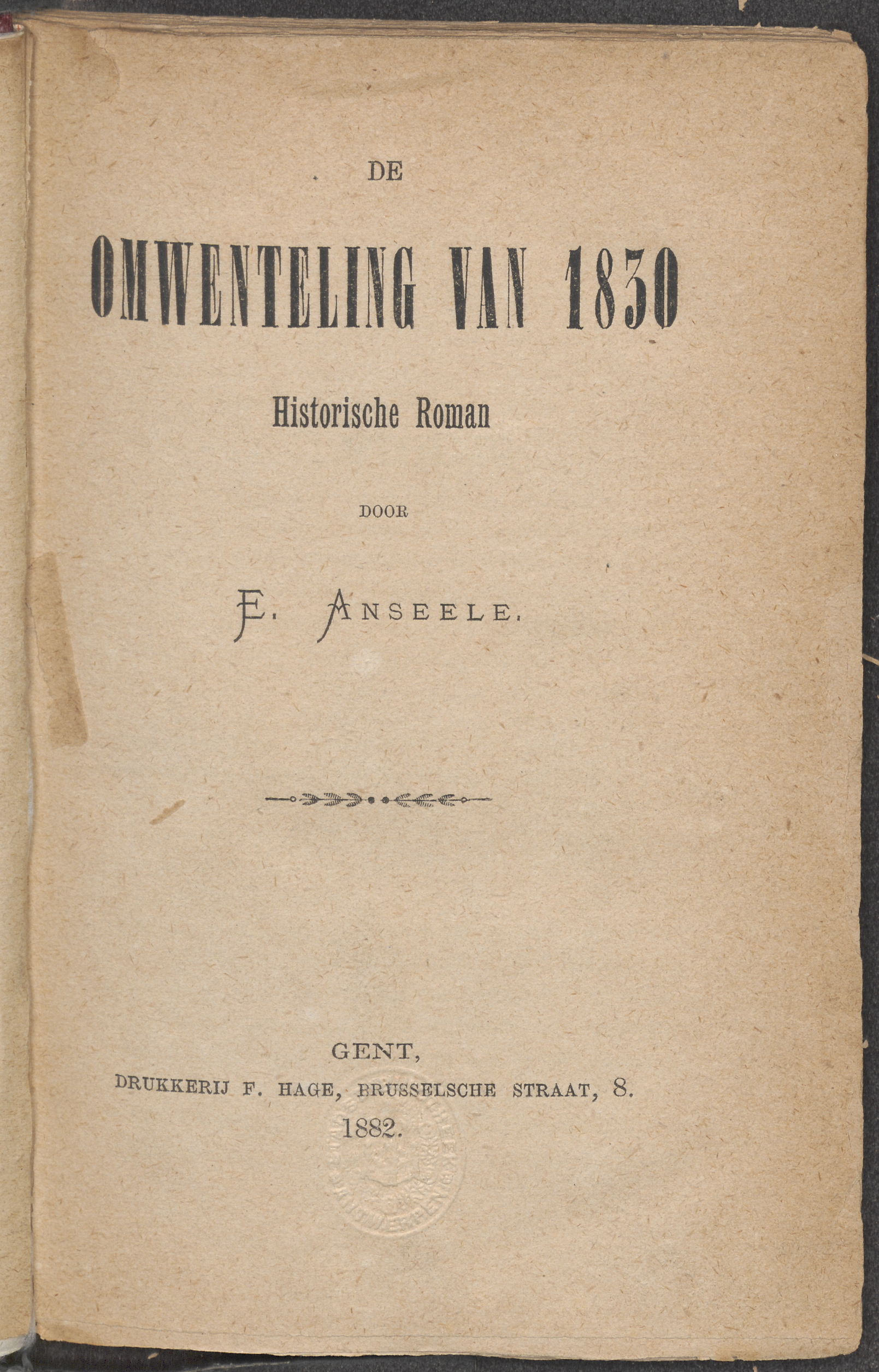
De omwenteling van 1830

Anseele was ook op literair gebied actief en schreef verschillende werken over het gedachtegoed van de socialisten: 
- De algemeene werkstaking (1888)
- De ware vijand van werkman en kleinen burger (1890)
- De samenwerking en het socialisme (1902)
- Vooruit en de Vlaamsche Beweging (1913)

Daarnaast schreef hij ook fictie. Zijn roman Voor 't volk geofferd (1881) kende vier drukken en werd vertaald in het Frans, Duits, Engels, Spaans, Italiaans en Fins. Anseeles literair erfgoed bleef door zijn drukke carrière beperkt tot drie romans:
- De Pest (1874)
- Voor 't volk geofferd (1881)
- De omwenteling van 1830, historische roman (1885)

Voorts verzorgde hij de vertaling van Émile Zola's roman Germinal uit 1885.